# Christoph Eschenbach
Christoph Eschenbach (ur. 20 lutego 1940 we Wrocławiu) – niemiecki pianista i dyrygent.

## Życiorys
Urodzony 20 lutego 1940 roku we Wrocławiu jako Christoph Ringmann, syn Margarethe (née Jaross) i muzykologa Heriberta Ringmanna. Jego matka zmarła przy porodzie, a ojciec zginął na froncie w karnym batalionie. Początkowo opiekowała się nim babcia, ale ta również zginęła w czasie ucieczki z Wrocławia. Po wojnie znalazł się pod opieką kuzynki matki, Wallydore Eschenbach, która zabrała go z obozu dla uchodźców i której nazwisko przyjął. Dorastał najpierw w Wismar w Meklemburgii w NRD, później w Neustadt w Holsztynie w Niemczech Zachodnich. Po śmierci babki przez rok nie mówił, co było wynikiem szoku.
W wieku ośmiu lat zaczął uczyć się gry na fortepianie pod kierunkiem przybranej matki. Szybko poznała się na jego talencie i zapisała dziecko do Hamburg Hochschule für Musik, gdzie oprócz gry na fortepianie zaczął uczyć się także dyrygentury. W wieku 11 lat spotkał Wilhelma Furtwänglera, co miało na niego duży wpływ. W 1952 roku odniósł zwycięstwo w Steinway Piano Competition. Od 1955 roku uczęszczał do Musikhochschule w Kolonii wraz z Hansem-Otto Schmidtem-Neuhausem, a w 1959 roku zaczął naukę dyrygentury z Wilhelmem Brücknerem-Rüggebergiem. W 1962 roku zdobył drugą nagrodę w międzynarodowym konkursie w Monachium, a trzy lata później wygrał Konkurs Clary Haskil w Montreux, dzięki któremu stał się znany i ceniony. W 1966 roku debiutował w Londynie, a trzy lata później wystąpił u boku Cleveland Orchestra i George'a Szella. Szell był pod wrażeniem Eschenbacha i do swojej śmierci w 1970 roku utrzymywał z nim bliskie relacje i uczył go dyrygentury. Później przez 25 lat jego mentorem był Herbert von Karajan. W 1972 roku zadebiutował jako dyrygent prowadząc III Symfonię Antona Brucknera.
Jako pianista Eschenbach wygrał wiele konkursów, w tym konkurs Clary Haskil w Vevey w 1965 roku. Rok wcześniej wystąpił w studiu Deutsche Grammophon i podpisał kontrakt z tą wytwórnią. W 1979 roku został dyrektorem muzycznym Rheinland-Pfalz State Philharmonic (do 1981 roku). Ponadto był głównym dyrygentem NDR Symphony Orchestra w Hamburgu (1998-2004), dyrektorem muzycznym Ravinia Festival, dyrektorem artystycznym Schleswig-Holstein Music Festival (1999-2002). W 1988 roku objął stanowisko dyrektora artystycznego Houston Symphony Orchestra. Od 2000 roku był dyrektorem muzycznym Orchestre de Paris. W następnych latach został kierownikiem Orkiestry Waszyngtońskiej.
W marcu 2016 roku we Wrocławiu odsłonięto pamiątkową płytę z jego nazwiskiem, pierwszą we wrocławskiej Alei Gwiazd.
Laureat m.in. Ernst von Siemens Music Prize (2015) i nagrody Grammy w kategorii muzyki poważnej. Odznaczony Legią Honorową (2002), Kawalerią Orderu Sztuki i Literatury (2006), Wielkim Krzyżem Zasługi z Gwiazdą i Wstęgą Orderu Zasługi Republiki Federalnej Niemiec (2002) i Orderem Zasługi Szlezwika-Holsztynu (2010).
5 stycznia 2024 roku ogłoszono, iż od nowego sezonu będzie pełnił funkcję dyrektora artystycznego Narodowego Forum Muzyki Filharmonii Wrocławskiej w swoim rodzinnym Wrocławiu. 